# Myosotis laxa
Espèce
Synonymes
- Myosotis scorpioides subsp. baltica (Lehm.) Hegi[1]

Statut de conservation UICN

 LC  : Préoccupation mineure
Myosotis laxa, le Myosotis cespiteux, est une plante herbacée annuelle du genre Myosotis et de la famille des Boraginaceae.

## Liste des sous-espèces
Selon The Plant List (9 mai 2023) :
- Myosotis laxa subsp. baltica (Sam.) Hyl. ex Nordh.
- Myosotis laxa subsp. caespitosa (Schultz) Hyl. ex Nordh.